# Leslie (1984年專輯)
《Leslie》（又名：始終會行運或Monica）是香港歌手張國榮的第五張錄音室專輯、第四張粵語錄音室專輯，於1984年由華星唱片發行。销量突破四白金（20万张）。

## 專輯介紹
1984年8月28日發行的專輯，歌曲多元化，為樂迷帶來豐富的音樂元素，有跳躍動感的《Monica》、《H2O》，有浪漫淒美的《儂本多情》、《不怕寂寞》，亦有溫暖甜蜜的《柔情蜜意》和《一盞小明燈》。專輯還收錄多首大熱的電視、電影主題曲，如《始終會行運》、《儂本多情》及《緣份》等。
主打歌《Monica》為張國榮確立了1980年代時期勁歌熱舞的路線，並奠定了他在香港樂壇的地位。此曲掀起了前所未有的熱潮，強烈的節奏熾熱的情感、張國榮的獨創舞步在舉手投足之間，將對戀人的不捨、歉疚心情融為一體；他特別的演繹，令此曲於歌壇上佔有不能代替的地位，並成為1999年香港電台的世紀金曲。

## 獎項
- 1985年國際唱片業協會（香港會）白金唱片
- 1984年第二屆無綫電視十大勁歌金曲《Monica》
- 1984年第七屆香港電台十大中文金曲《Monica》
- 1999年香港電台的世紀金曲《Monica》

## 曲目
| 曲序 | 曲目       |        | 作曲     | 编曲   | 备注                                                |
| ---- | ---------- | ------ | -------- | ------ | --------------------------------------------------- |
| 1.   | 始終會行運 | 黃霑   | 顧嘉煇   | 顧嘉煇 | 無綫電視劇《鹿鼎記》主題曲                          |
| 2.   | Monica     | 黎彼得 | NOBODY   | 黎小田 | 改編自吉川晃司的モニカ                              |
| 3.   | 柔情蜜意   | 鄭國江 | 網倉一也 | 趙文海 | 改編自鄉廣美的ヒストリー                            |
| 4.   | H2O        | 林振強 | 加瀨邦彥 | 奧金寶 | 改編自澤田研二的TOKIO                               |
| 5.   | 緣份       | 盧國沾 | 奧金寶   | 奧金寶 | 梅艷芳合唱 電影《緣份》主題曲                       |
| 6.   | 這刻相見后 | 盧國沾 | 林敏怡   | 林敏怡 |                                                     |
| 7.   | 不怕寂寞   | 潘偉源 | 黎小田   | 黎小田 |                                                     |
| 8.   | 誰負了誰   | 鄭國江 | 林哲司   | 趙文海 | 改編自清水宏次郎的ビリー・ジョエルは似合わない      |
| 9.   | 藍色憂鬱   | 林敏驄 | 都倉俊一 | 奧金寶 | 改編自鄉廣美的ほっといてくれ,其他版本為薰妮的捕蝶者 |
| 10.  | 儂本多情   | 鄭國江 | 黎小田   | 黎小田 | 無綫電視劇《儂本多情》主題曲                        |
| 11.  | 全身都是愛 | 盧國沾 | 黎小田   | 黎小田 | 電影《緣份》插曲                                    |
| 12.  | 一盞小明燈 | 盧國沾 | 黎小田   | 黎小田 | 電影《緣份》插曲                                    |